# 9 Cephei
Désignations
9 Cephei (en abrégé 9 Cep), également désignée V337 Cephei, est une étoile variable de cinquième magnitude de la constellation boréale de Céphée.
Elle est considérée comme étant membre de l'association OB2 de Céphée (it), un ensemble d'étoiles massives et lumineuses localisées à environ 1 000 pc (∼3 260 al) de la Terre dans la partie méridionale de la constellation.

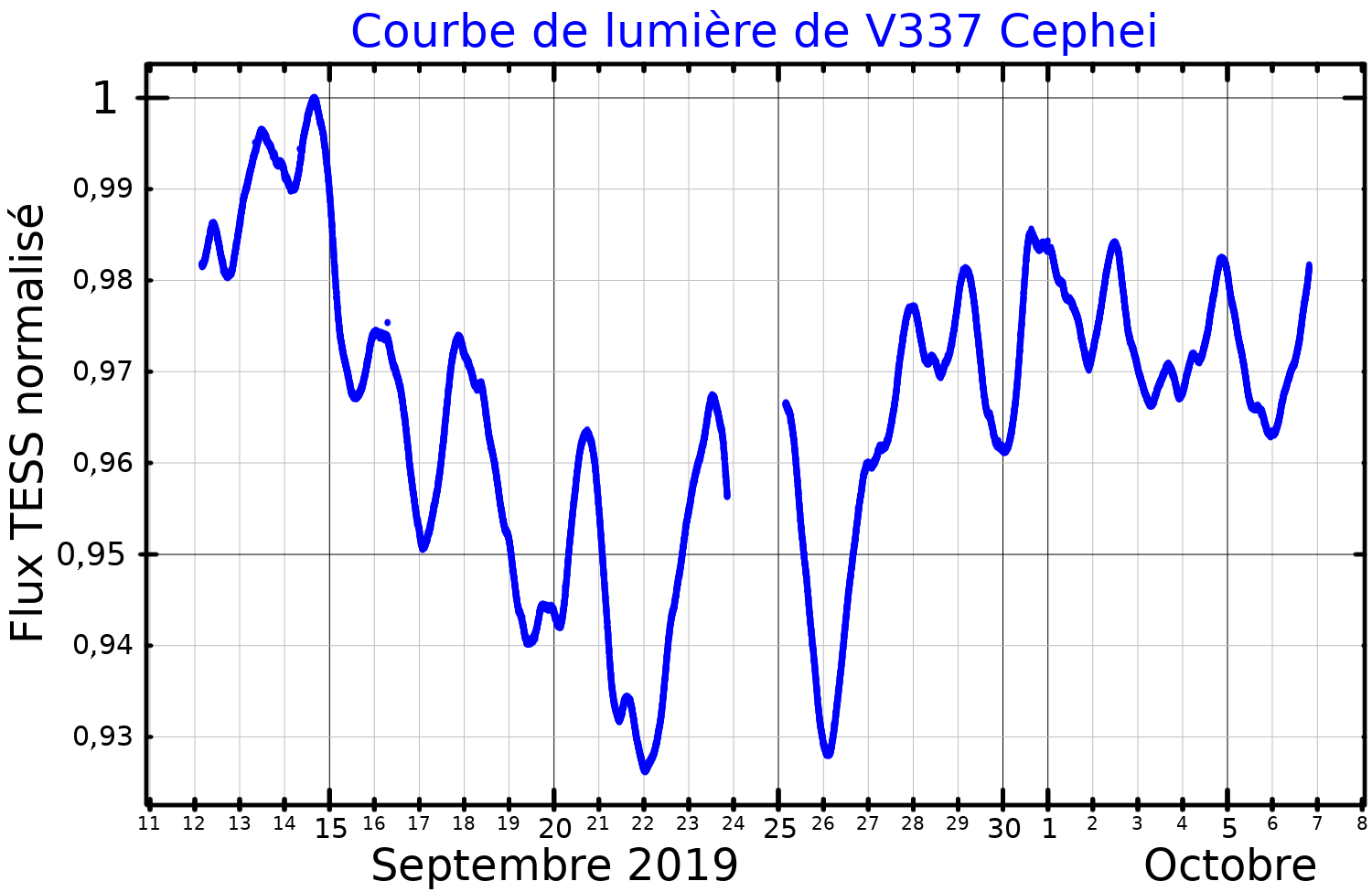
Courbe de lumière de V337 Cephei en septembre et octobre 2019, réalisée à partir des données du télescope spatial TESS

9 Cephei est une étoile variable de type Alpha Cygni. Elle s'est vu attribuer la désignation d'étoile variable de V337 Cephei en 1967. Sa magnitude apparente varie entre 4,69 et 4,82 selon une période donnée de 11 jours. Une étude utilisant la photométrie du satellite Hipparcos a quant à elle montré une amplitude de 0,56 magnitude, mais n'a pas pu déterminer de périodicité.
9 Cephei est une supergéante bleue de type spectral B2 Ib. Les calculs de ses propriétés physiques varient considérablement, même à partir de données observationnelles largement similaires. Une modélisation utilisant le code atmosphérique CMFGEN donne à l'étoile une température de surface de 18 000 K, un rayon de 40 R☉, une luminosité de 151 000 L☉, et une masse de 21 M☉. Des calculs utilisant le modèle FASTWIND lui ont déterminé une température de 19 200 K, un rayon de 32 R☉, une luminosité de 129 000 L☉, et une masse de 12 M☉.